# Leticia Palma
Zoyla Gloria Ruiz Moscoso (Paraíso, Tabasco, México; 23 de diciembre de 1920-Cuernavaca, Morelos, México; 4 de diciembre de 2009), más conocida como Leticia Palma, fue una actriz de la Época de Oro del cine mexicano, famosa por el papel de Ada Romano en la cinta que la consagraría definitivamente En la palma de tu mano (1951) de Roberto Gavaldón, acompañada de Arturo de Córdova y Ramón Gay. En sus primeros roles, también usó el seudónimo "Nacira de Tello".

## Biografía
Zoyla Gloria Ruiz, verdadero nombre de Leticia Palma nació en Paraíso, Tabasco, México el 23 de diciembre de 1920. Fue ahijada del general Lázaro Cárdenas. La actriz debutó en el cine mexicano, en un papel incidental de la cinta Yo bailé con Don Porfirio (1941), a la que seguirían El hombre de la máscara de hierro (1943), Escuela para casadas (1949) y No me defiendas compadre (1949), en donde sus papeles solo servían para mostrar su inquietante presencia y personalidad magnética, es hasta ser dirigida por el español Miguel Morayta y el chihuahuense Roberto Gavaldón, que alcanza el estrellato con cuatro cintas fundamentales en la historia del cine Mexicano, derivadas de la notable pluma del joven escritor Luis Spota: Hipócrita (1949), en la cual Antonio Badú, le canta precisamente el célebre tema que da título a la historia, en una escena que pasó a la posteridad; Vagabunda (1950), nuevamente acompañada por Badú (es mientras se filmaba esta película, que el director y actores principales acceden a hacer una participación especial en la película También de dolor se canta (1950), protagonizada por Pedro Infante); Camino del infierno (1951), la truculenta historia de amor entre “Pedro Uribe”, un delincuente al que le amputan una mano, personificado por Pedro Armendáriz y una cantante de cabaret que contrae lepra, personificada por la propia Palma, y que sobresale por la secuencia final, en la que ambos personajes desesperados ascienden, por unas escaleras interiores, a lo alto del Ángel de la Independencia, donde son asesinados a tiros por la policía; y En la palma de tu mano (1952) en donde realizará el papel más importante de su trayectoria, al lado de Arturo de Córdova, con quien formará una de las parejas más emblemáticas de la llamada Época de oro del cine mexicano.
Poco después de rodar su papel más importante, Leticia Palma sufrió el revés más duro de su vida al entablar un pleito con el entonces dirigente de la ANDA, Jorge Negrete, quien la acusaba de sustraer documentos legales de la asociación para su beneficio personal, por lo que fue llevada a juicio en una de las asambleas más largas de la historia de la ANDA, en donde quedó en medio de un jaloneo por el liderazgo de la asociación entre Negrete y Mario Moreno, que estuvo a punto de desatar la violencia entre los dos grupos contendientes, y aunque sus compañeras actrices se solidarizaron, abandonando la sala donde la enjuiciaban. Fue inútil, porque la expulsaron del gremio, y no volvió a aparecer en el cine; la furia que se desató en su contra fue tal que una turba la atacó.
Sus últimas participaciones fílmicas fueron en Mujeres sin mañana (1952), junto a Andrea Palma, Rebeca Iturbide, Carmen Montejo, Wolf Ruvinskis y Ramón Gay, Por qué peca la mujer (1952) con Luis Aguilar y Abel Salazar y Apasionada (1952) con el galán español Jorge Mistral. Fue expulsada de la ANDA en enero de 1953; en diciembre de ese mismo año, Jorge Negrete falleció. Palma fue readmitida en la ANDA hacia mayo de 1955.
En 1958, el productor Guillermo Calderón planeaba contratarla para protagonizar la película La danza del deseo al lado del actor cubano César del Campo, el proyecto no se concretó y la tormentosa estrella no volvió a pisar nunca los sets cinematográficos. En la década de 1990, después de un largo silencio de casi cuarenta años, confesaría que quien la vetó fue el productor de sus últimas películas, Óscar Brooks, por no aceptar ser su amante. Brooks presionó a Negrete para que este maniobrara en su contra.
Leticia Palma pasó sus últimos años alejada de los reflectores y consagrada a la poesía. En 1998, tuvo una última aparición pública, cuando Cristina Pacheco la entrevistó en su programa Conversando. Muere en su casa de Cuernavaca, Morelos, México el 4 de diciembre del año 2009: paradójicamente, un día antes de que se cumpliera el aniversario luctuoso de Jorge Negrete. Si bien logró desarrollar su talento histriónico, llenando las pantallas con su presencia, atractivo, sensualidad e intensidad, de acuerdo a la crítica en ninguna de sus actuaciones estelares convenció en su papel de heroína, pero fue una villana perfecta.

## Filmografía
- 1952: Apasionada
- 1952: Por qué peca la mujer
- 1951: Mujeres sin mañana
- 1951: Camino del infierno
- 1951: En la palma de tu mano
- 1950: También de dolor se canta
- 1950: Vagabunda
- 1950: Cuatro contra el mundo
- 1949: No me defiendas compadre
- 1949: Hipócrita
- 1949: Escuela para casadas
- 1943: El hombre de la máscara de hierro
- 1942: Yo bailé con Don Porfirio